# 반은
반은(潘隱) (? ~ ?)은 후한의 정치가이다. 하진(何進)과 친교가 두터웠고, 나중에 하진을 죽이려는 건석(蹇碩)의 음모를 하진에게 알려주기도 하였다.

## 생애
《후한서》 하진전에 등장하며, 《삼국지연의》에서도 제2장에서 다음과 같이 등장한다.
그때 병이 깊어지자 중상시 건석(蹇碩)이 후한 영제(靈帝)에게 아뢰었다.
“만일 유협(劉協)을 세우려 하시오면 먼저 하진을 죽여 후환을 없애야 하옵니다.”
영제는 그 말을 옳게 여겼다. 그래서 하진을 궁 안으로 불렀다. 하진이 궁문으로 들어오려 했다.
사마(司馬) 반은(潘隱)이 하진에게 일렀다.
“궁으로 들어가면 아니 되옵니다. 건석이 공을 죽이려는 함정이옵니다.”
하진은 크게 놀라 급히 집으로 돌아갔다.
대신들을 불러 놓고 환관들을 모조리 죽이자고 했다.